# Буранчинское нефтяное месторождение
Буранчинское нефтяное месторождение (или Нижне-Буранчинское нефтяное месторождение) открыто в 1939 году возле деревни Буранчино, ныне являющаяся частью города Ишимбая. Включается в комплексное Ишимбайское нефтяное месторождение (Ишимбайская группа нефтяных месторождений). В том же году в том же районе Второго Баку открыто Термень-Елгинское нефтяное месторождение, Кузьминовское нефтяное месторождение.
Интересно, что деревня Нижне-Буранчино, находящаяся на левом берегу реки Белой (сейчас на её территории располагается Ишимбайский завод нефтепромыслового оборудования), была выбрана в 1929 году экспедицией, которую возглавлял геолог Алексей Александрович Блохин, как перспективная точка бурения в поисках нефти, но месторождение не было открыто. В его статье (Блохин А. А. Основные итоги и задачи разведки Ишимбаевского месторождения нефти // Нефтяное хозяйство. — 1934. — Т. № 6.)
открытое им Ишимбайское нефтяное месторождение называлось Нижнебуранчинским:
Ишимбаевское месторождение нефти, известное также как Стерлитамакского или Нижнебуранчинского, расположено по р. Белой в 18 км от Стерлитамака Башкирской АССР
О возможном нахождении там залежей нефти говорилось ещё в начале XX века (Кандыкин Ф. И. Нижне-Буранчинское месторождение в Стерлитамакском уезде, Уфимской губернии // Записки Уральского общества любителей естествознания. — 1907. — Т. № 16.)
В докладе, сделанном Уральскому обществу любителей естествознания Ф. И. Кандыкин говорил: 

«не отрицается вся та наличность нефтяных признаков, которые описывались около Ярман-Куля и Ишимбаевой, и вопрос, собственно, о нижне-буранчинском месторождении нефти остался открытым до сего времени».— http://www.outp.ru/book_view.jsp?idn=006641&page=88&format=html
Буранчинское нефтяное месторождение геологически находится в пределах предуральского краевого прогиба и приурочено к группе погребенных рифогенных массивов сакмаро-артинского яруса, Буранчинский массив.